# Sistema TanDEM-X y TerraSAR-X
TanDEM-X (TerraSAR-X add-on for Digital Elevation Measurement) es un satélite radar,  gemelo del satélite TerraSAR-X, lanzado gracias a la colaboración público-privada entre el Centro Aeroespacial Alemán (DLR) y EADS Astrium. Este satélite utiliza la tecnología SAR (radar de apertura sintética), una moderna tecnología para tomar imágenes radar.
El sistema TanDEM-X y TerraSAR-X forma el primer interferómetro radar de apertura sintética (SAR) en el espacio orbitando en formación a 514 km de altitud y con una separación de tan solo unos cientos de metros.

## Misión WorldDEM
TanDEM-X también es el nombre que recibe la misión que comprende los satélites gemelos en formación cerrada con una distancia controlada entre 250 y 500 m. El objetivo principal de la misión es la confección del WorldDEM, un Modelo Digital de Terreno (MDT) mundial que estará disponible a partir de 2014. La resolución de este nuevo MDE es superior al actual DTED2: mosaicos de 12m por 12, precisión relativa de 2 m y precisión absoluta de 10m.
Infoterra GmbH, una filial controlada al 100 % por Astrium, ostenta los derechos de comercialización exclusivos de WorldDEM. Es responsable de la adaptación del MDE a las necesidades de los usuarios comerciales en todo el mundo.

## Primera imagen en 3D
La primera imagen en 3D producto de la misión TanDEM-X fue tomada sobre un grupo de islas rusas en el Océano Ártico.

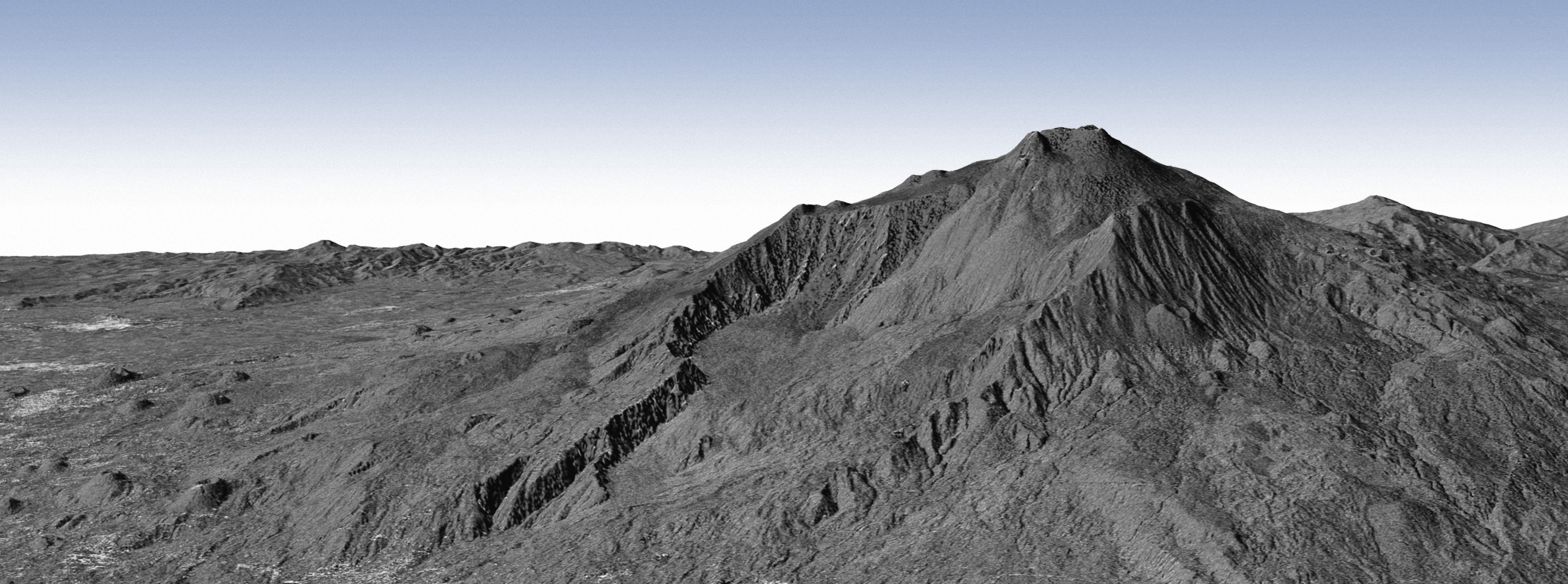
primera imagen en 3D TanDEM-X y TerraSAR-X.

## Principales beneficios
La fiabilidad de la adquisición de los datos del sistema TerraSAR-X y TanDEM-X es inmensa, porque operan de manera independiente a la cobertura nubosa, y a las condiciones de iluminación. La homogeneidad de la adquisición, garantiza un Modelo Digital sin líneas de rotura en  fronteras ya sean regionales o nacionales, y sin discontinuidades causadas por distintos procedimientos de medición, o temporalidad. Comparándolo con los procedimientos actuales, el número de discontinuidades de medida se reducirá considerablemente. La precisión superará a la de cualquier Modelo digital de elevaciones actual generado por satélite, e incluso llegará a niveles de calidad como los obtenidos con sensores aerotransportados.

## Características técnicas
- Precisión vertical: Relativa - Superior a 2m / Absoluta - 10m

- Paso de malla:  12 m x 12 m

- Masa: 1340 kg (Satélite 1220 kg; Combustible: 120 kg)

- Dimensiones: 5 m de longitud; 2,4 m de diámetro

- Duración de la misión: 5 años

- Sección transversal hexagonal

- Homogeneidad global

- No necesita puntos de control en terreno

- Para una rejilla de 12 m (ancho de calle), la precisión de la altura será inferior a dos metros